# Verdrag van Nice

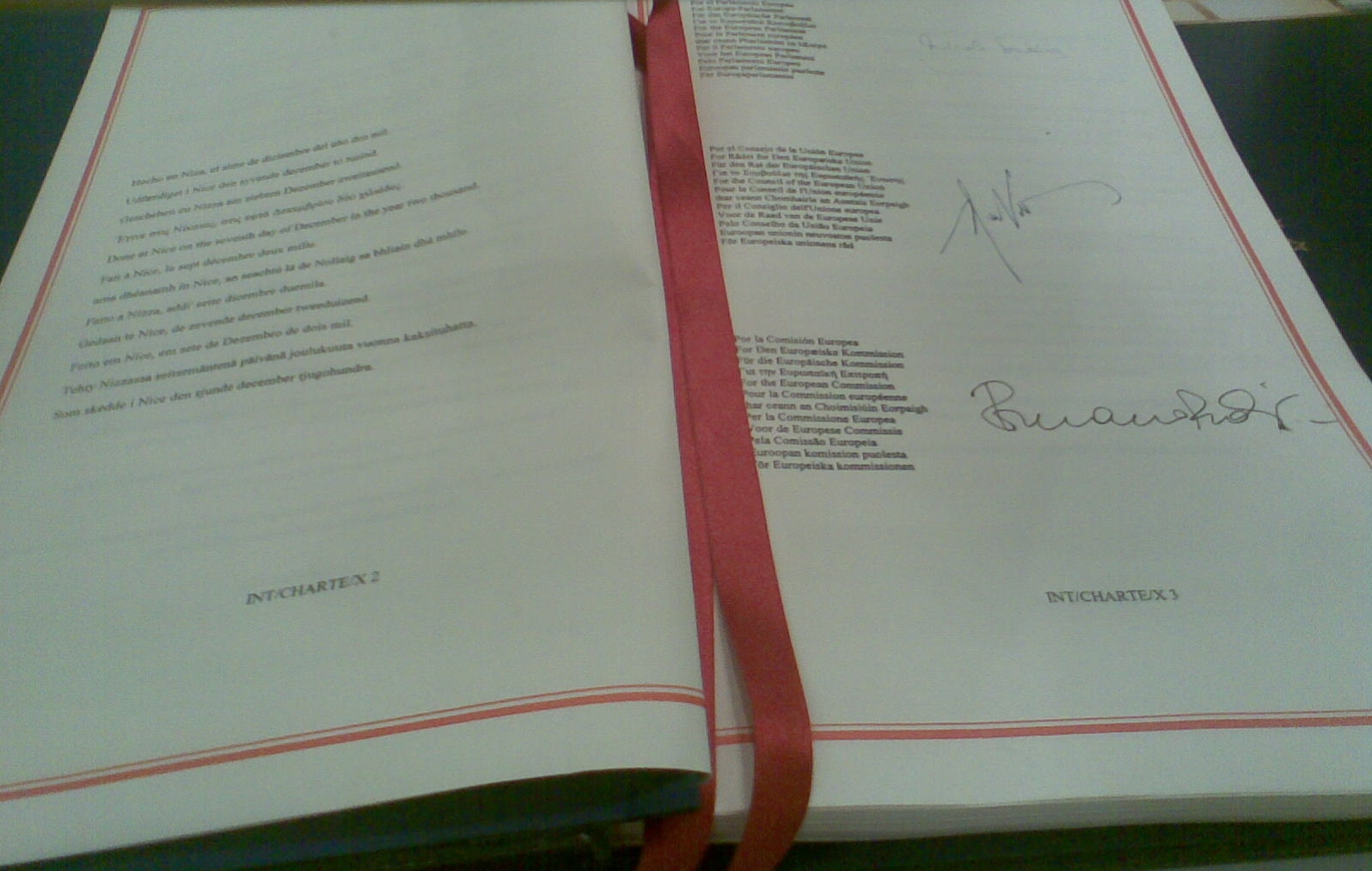
Twee pagina's uit het originele Verdrag van Nice

Het Verdrag van Nice is een reeks afspraken gemaakt door de lidstaten van de Europese Unie in 2001, bijeengekomen in de Franse stad Nice. Daarmee wijzigde het verdrag van Rome uit 1957 tot oprichting van de Europese Economische Gemeenschap en de Europese Gemeenschap voor Atoomenergie en wijzigde het verdrag van Maastricht uit 1992 tot oprichting van de Europese Unie, waar de Europese Gemeenschappen toen werden ondergebracht. Deze oudere verdragen waren in 1997 ook al gewijzigd met het verdrag van Amsterdam. Het Verdrag van Nice trad op 1 februari 2003 in werking.

## Inhoud
Het verdrag bevat een hervorming van de spelregels binnen de Europese Unie, die nodig was in verband met toetreding van tien nieuwe lidstaten. Het verdrag werd gezien als het 'laatste obstakel' dat de toetreding van eventuele nieuwe lidstaten in de weg zou staan. Onderwerpen die in het verdrag aan bod komen zijn onder meer de stemverhoudingen in de Raad van Ministers, de omvang van de Europese Commissie en de verdeling van de zetels in het Europees Parlement per lidstaat.
Daarnaast werden onder meer zaken geregeld ten behoeve van het snel kunnen oprichten van een gezamenlijke interventiemacht.
Het akkoord werd moeizaam bereikt. Bovendien stemde de bevolking van Ierland in oktober 2001 in een referendum tegen het verdrag, omdat naar de mening van Ierse burgers dit verdrag een militaire Unie van de Europese Unie maakte. Dat was strijdig met de neutraliteit van Ierland. Na officiële verklaringen door de EU over het waarborgen van de Ierse neutraliteit, werd in oktober 2002 een nieuw referendum georganiseerd. Daarbij stemden de deelnemende burgers er wel in meerderheid voor, dat het parlement het verdrag zou ratificeren. De Nederlandse Tweede Kamer en Eerste Kamer aanvaardden het verdrag zonder veel tegenstemmen. Er werd geen referendum gehouden.
Een aanhangend protocol aan dit verdrag zorgde er voor, dat de supranationale bevoegdheden die de oprichtende lidstaten indertijd hadden overgedragen aan de Europese Gemeenschap voor Kolen en Staal, die in 1952 bij het Verdrag van Parijs (1951) was opgericht met een looptijd van 50 jaar, in 2002 zouden worden overgeheveld naar de Europese Gemeenschap, die in 1992 onder de koepel van de Europese Unie was gebracht. Omdat de ratificatie van Ierland vertraging opliep en daardoor ook de inwerkingtreding van het Verdrag van Nice pas na 2002 zou kunnen zijn, zou de Unie juridisch in de problemen kunnen komen. Door de juridisch-technische ingreep om de EGKS-bevoegdheden over te hevelen, bleven deze problemen uit en kon  de Europese Unie in de praktijk blijven functioneren zoals ze daarvoor deed.
Het verdrag trad op 1 februari 2003 in werking, na de (verlate) ratificatie van Ierland.

## Handtekeningen
|                   |                     |                              |                    |                      |                     |                 |                    |                    |
| Vlag van België   | Vlag van Denemarken | Vlag van Finland             | Vlag van Frankrijk | Vlag van Griekenland | Vlag van Ierland    | Vlag van Italië | Vlag van Luxemburg | Vlag van Nederland |
|                   |                     |                              |                    |                      |                     |                 |                    |                    |
| Vlag van Portugal | Vlag van Spanje     | Vlag van Verenigd Koninkrijk | Vlag van Zweden    | Vlag van Duitsland   | Vlag van Oostenrijk |                 |                    |                    |

## Chronologie in schema
|                          |                                        |                                                          |                                                          |                                                          |                                                          |                           |                           |                    |      |          |      |
| 1948                     | 1952                                   | 1958                                                     | 1967                                                     | 1987                                                     | 1993                                                     | 1993                      | 1999                      | 2002               | 2003 | 2009     | 2011 |
| Brussel                  | EGKS                                   | EEG / Euratom                                            | Fusieverdrag                                             | Europese Akte                                            | EU-Verdrag                                               | EU-Verdrag                | Amsterdam                 |                    | Nice | Lissabon |      |
|                          |                                        |                                                          | Europese Gemeenschap voor Kolen en Staal (EGKS)          |                                                          |                                                          |                           |                           |                    |      |          |      |
|                          |                                        | Europese Gemeenschap voor Atoomenergie (EURATOM)         |                                                          |                                                          |                                                          |                           |                           |                    |      |          |      |
|                          | Europese Economische Gemeenschap (EEG) | Europese Economische Gemeenschap (EEG)                   | → P Ĳ L E R S →                                          |                                                          | Europese Gemeenschap (EG)                                | Europese Gemeenschap (EG) | Europese Gemeenschap (EG) | Europese Unie (EU) |      |          |      |
|                          | ↑Europese Gemeenschappen↑              | ↑Europese Gemeenschappen↑                                | ↑Europese Gemeenschappen↑                                | Justitie & Binnenlandse Zaken (JBZ)                      | Europese Gemeenschap (EG)                                | Europese Gemeenschap (EG) | Europese Gemeenschap (EG) | Europese Unie (EU) |      |          |      |
|                          |                                        | Politiële & justitiële samenwerking in strafzaken (PJSS) | → P Ĳ L E R S →                                          |                                                          |                                                          |                           |                           | Europese Unie (EU) |      |          |      |
|                          | Europese politieke samenwerking (EPS)  | Gemeenschappelijk buitenlands & veiligheidsbeleid (GBVB) | Gemeenschappelijk buitenlands & veiligheidsbeleid (GBVB) | Gemeenschappelijk buitenlands & veiligheidsbeleid (GBVB) | Gemeenschappelijk buitenlands & veiligheidsbeleid (GBVB) |                           |                           | Europese Unie (EU) |      |          |      |
|                          | Europese politieke samenwerking (EPS)  |                                                          |                                                          |                                                          |                                                          |                           |                           | Europese Unie (EU) |      |          |      |
| West-Europese Unie (WEU) |                                        |                                                          |                                                          |                                                          |                                                          |                           |                           | Europese Unie (EU) |      |          |      |
|                          |                                        |                                                          |                                                          |                                                          |                                                          |                           |                           |                    |      |          |      |